# Női nemi szervek megcsonkítása

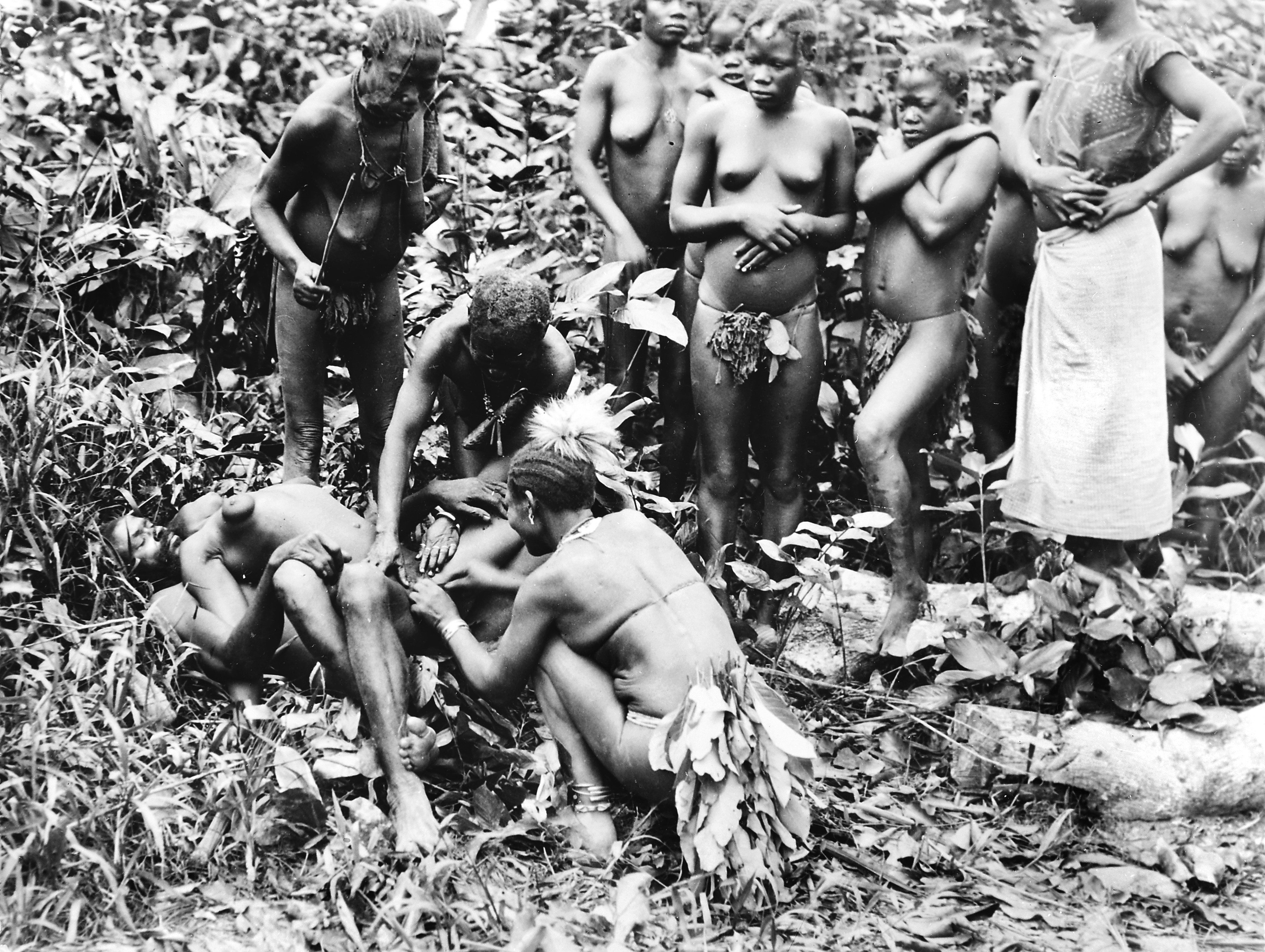
Kivágási művelet végrehajtása Afrikában (1940)

A női nemi szervek megcsonkítása, más néven a női körülmetélés a külső női nemi szerv részleges vagy teljes rituális eltávolítása. Az ENSZ  és más szervezetek szerint a legelterjedtebb ÉK- és ÉNy-Afrikában, Szomáliában, Etiópiában, Kenyában, Szudánban, Burkina Fasóban, Nigériában, Dzsibutiban, Szenegálban stb.
A felmérések eredménye szerint 200 millió nő esett át a beavatkozáson elsősorban Afrika északi felén és északkeleti országaiban, továbbá Indonéziában, Jemenben. A 15-49 éves korú körülmetélt lányok aránya 80-98 százalék Dzsibutiban,  Eritreában, Guineában, Maliban, Sierra Leonéban, Szomáliában és Szudánban. A beavatkozást Ázsia egyes részein, a Közel-Keleten (pl. Kurdisztán) és ezeknek a területeknek a más országokban élő közösségeiben is gyakorolják.
A beavatkozást jellemzően egy tradicionális körülmetélő végzi el születéskor, pubertáskor, vagy azután egy penge segítségével. Azokban az országokban, ahonnan van elérhető adat, a legtöbb lányt ötéves kora előtt csonkítják meg. Az eljárás országonként és etnikai csoportonként különböző. A körülmetélés magában foglalhatja a csikló, a kis és nagy szeméremajkak és a hüvelybemenet eltávolítását. Az utóbbi beavatkozás során (ennek a neve infibuláció) a menstruációs vér távozására egy kis rést hagynak. A hüvelyt később felnyitják közösüléskor, illetve gyermekszüléskor. Egy ENSZ-felmérés szerint a körülmetélt nők 20 százaléka esett át infibuláción, amelynek gyakorlata Északkelet-Afrikában a legelterjedtebb.
A gyakorlat elterjedése nemi egyenlőtlenségekből fakad, célja a női szexualitás ellenőrzése és korlátozása. A hagyomány a "tisztaság", erkölcsösség és esztétika ideológiája mentén alakult ki. Jellemzően nők hajtják végre a beavatkozást, akik számára ez nagy megtiszteltetés. A családok attól félnek, hogy amennyiben a lányaikat és unokáikat nem metélik körül, azok társadalmi kirekesztés áldozatává válnak.[n 1] Az egészségügyi kockázatok a beavatkozás módjától függenek, ezek leggyakrabban visszatérő gyulladásos betegségek, nehéz és fájdalmas vizelés, krónikus fájdalom, ciszták, meddőség, komplikációk szüléskor illetve túlzott vérveszteség és halál. A beavatkozásnak ismert egészségügyi előnyei nincsenek.
A női körülmetélés a legtöbb országban törvényellenes, de ezeket a törvényeket gyakran nem érvényesítik. Az 1970-es éves óta léteznek nemzetközi törekvések az eljárás visszaszorítására. Az ENSZ Közgyűlése 2012-ben az eljárást az emberi jogok megsértésévé nyilvánította és egyhangúlag erőteljesebb fellépés mellett szavazott a visszaszorításának érdekében. 2020-ban Szudánban törvényt hoztak a csonkítások ellen, és a kormány azt a célt tűzte ki, hogy 2030-ra teljesen megszüntessék a gyakorlatot.
A beavatkozás ellenzését antropológusok támadják.  Eric Silvermann szerint a nők megcsonkítása az antropológia egyik központi morális kérdése, amely bonyolult kérdésekhez vezet a kulturális relativizmussal, toleranciával és az emberi jogok egyetemességével kapcsolatban.:420, 427

## Terminológia

### Helyi kifejezések
A körülmetélésre számos kifejezés létezik azokban az országokban, ahol gyakorolják a hagyományt.:48 Ezek gyakran a megtisztításra utalnak. Egy elterjedt arab kifejezés szótöve a t-h-r, amelyet a női illetve férfi körülmetélésre is használnak (tahur és tahara). Más arab kifejezések a khafḍ vagy khifaḍ.:3 A bamba nyelvben, amit főleg Maliban beszélnek, a körülmetélésre a bolokoli kifejezést használják ("kezet mosni"). A igbo nyelvben Nigéria keleti részén az isa aru vagy iwu aru kifejezéseket használják ("megmosakodni," ahogyan "egy fiatal nőnek meg kell mosakodnia mielőtt gyermeket szül").
A Sunna körülmetélés általában a csikló eltávolítására vonatkozik, de a csonkolás kiterjedtebb formáira is utalhat. A közösségek gyakran a körülmetélés csak két formájára utalnak: a fáraói szóval az infibulációra és a szunna szóval a csonkítás egyéb formáira. A Sunna szó jelentése "ösvény vagy út" az arab nyelvben és Mohamed próféta hagyományára utal, bár a beavatkozás semmilyen formáját nem írja elő az iszlám.:3, 5 Az infibuláció a fibula szóból ered, amely latinul kapcsot jelent. Az ókori rómaiak feljegyzések szerint kapcsokat helyeztek a rabszolgáik fitymájára illetve szeméremajkaikra, hogy megakadályozzák a közösülést. A műtéti infibuláció neve fáraói infibuláció Szudánban, Egyiptomban viszont ezt "szudáni" változatnak nevezik.:96–97 Szomáliában egyszerűen a qodob szót használják, ami annyit tesz, mint "felvarrni".

## Körülmetélők és módok

A szeméremtest anatómiája, melyen a csikló, a szeméremajkak és a hüvelybemenet látható.

A beavatkozást általában egy tradicionális körülmetélő (exciseuse) végzi a lányok otthonában érzéstelenítéssel vagy anélkül. A körülmetélő általában nő, de azokban a közösségekben, ahol a borbély lát el bizonyos egészségügyi tevékenységeket, ő is elvégezheti a beavatkozást.[n 3]
Azokban az esetekben amikor a beavatkozást egy tradicionális körülmetélő végzi nagy valószínűséggel nem steril eszközöket használnak (például egyszerűen egy kést, borotvapengét, ollót, üveget, éles köveket vagy a körmüket).:491 Egy ugandai nővér elmondása szerint ugyanazt a kést akár 30 lánynál is használhatják egymás után.
Egyiptomban, Kenyában, Indonéziában és Szudánban gyakran egészségügyi szakemberek végzik el a beavatkozást. Egyiptomban az összes körülmetélés 77 százalékát, Indonéziában több mint 50 százalékát végezte szakember 2008 és 2016 között.:43–45 A procedúra alatt alkalmazhatnak helyi vagy általános érzéstelenítést, vagy egyiket sem. 1995-ben egy felmérés adatai szerint Egyiptomban az esetek 60 százalékában alkalmaztak helyi, 13 százaléknál általános érzéstelenítést és 13 százaléknál semmilyet (2 százaléknál a válasz hiányzott vagy nem volt biztos) .:46

## Besorolás

### Típusai
A WHO, UNICEF és UNFPA 1997 áprilisában egy közös nyilatkozatban határozta meg a női nemi szervek megcsonkításának a definícióját: "minden olyan beavatkozás, amely során a külső női nemi szervet részlegesen vagy teljesen eltávolítják, a női nemi szervet megcsonkítják kulturális vagy nem-terápiás céllal.":4
Az eljárás a különböző etnikai csoportokban illetve a beavatkozást elvégző személytől függően jelentősen eltérhet. Egy 1998-as nigeri felmérés során a megkérdezett nők 50 különböző eljárást írtak le amikor arról kérdezték őket, hogy milyen beavatkozáson estek át.:48 A nyelvi különbségek is szerepet játszanak abban, hogy a válaszok alapján nem egyértelmű, hogy a nők a körülmetélés melyik formáján estek át, illetve hogy egyáltalán elvégezték-e rajtuk a beavatkozás bármely formáját.:190 Több kutatás azt állítja, hogy a megkérdezések eredményei nem megbízhatóak.[n 4]
Az ENSZ kérdőívében a nőket arról kérdezik, hogy a következő beavatkozások közül valamelyiken átestek-e: (1) vágás, hús eltávolítása nélkül (szúrás, vagy szimbolikus körülmetélés) ; (2) vágás, hús eltávolításával; (3) összevarrás; és (4) nem meghatározott mód/nem biztos/nem tudom. [n 5] A leggyakoribb válasz a "vágás, hús eltávolításával" kategóriába tartozik és magában foglalja a csikló teljes vagy részleges eltávolítását.:189:47

### I–II. típus
Az Egészségügyi Világszervezet kidolgozott egy részletes tipológiát (I-III. típus) attól függően, hogy mennyi szövetet távolítanak el a körülmetélés során. A III. típus az összevarrás megfelelője, a IV. típusba a szimbolikus körülmetélés és egyéb beavatkozások tartoznak.:4, 23–28
Az I. típus két formája amikor csak a csikló fitymáját távolítják el (I.a), ami viszonylag ritkán fordul elő önmagában) [n 6] illetve a gyakoribb I.b. típus, amely során a csikló fitymáját és magát a csiklót is részlegesen vagy teljesen eltávolítják (clitoridectómia).:4:23 Susan Izett és Nahid Toubia így fogalmaztak: "A csiklót a hüvelykujj és a mutatóujj közé fogják, kihúzzák és egy éles tárggyal egyetlen vágással eltávolítják."
A II. típusba (kivágás) a belső szeméremajak teljes vagy részleges eltávolítása tartozik a külső szeméremajak és a csikló eltávolításával vagy anélkül. A II.a. típus a belső szeméremajak eltávolítása, a II.b. típusba a belső szeméremajak és a csikló makkjának az eltávolítása tartoznak. A II. c. típusba azok az esetek tartoznak, melynek során a csiklót, valamint a kis- és nagyajkakat is eltávolítják.
A francia nyelvben az excision szó a női körülmetélés bármely formájára utalhat.

### III. típus
A III. típus (infibuláció vagy fáraói körülmetélés) az összevarrás, amikor is a teljes külső nemi szervet eltávolítják, majd a sebet összevarrják. A kis- és nagyajkakat levágják a csiklóval együtt, vagy anélkül. A III.a. típus a kisajak eltávolítása és összevarrása, a III.b. típus a nagyajkaké. [n 7] Az eljárás Dzsibutiban, Eritreában, Etiópiában, Szomáliában és Szudánban (Dél-Szudán kivételével) elterjedt Északkelet-Afrikában. A becsült esetek számai eltérőek: egy 2008-as felmérés szerint Afrikában több mint nyolcmillió nő esett át a beavatkozáson.[n 8] Az UNFPA 2010-es felmérése szerinte a megcsonkított nők 20 százaléka esett át infibuláción.
Comfort Momoh szülésznő így írta le a III. típusú körülmetélést: "Idősebb asszonyok, rokonok és barátok fogják le és rögzítik a lányt a vágáshoz szükséges pózban. A pengével egy gyors, a csikló tövétől induló metszéssel eltávolítják a csiklót és a szeméremajkakat.":12–14 Szomáliában a csikló eltávolítása után azt megmutatják a lány idősebb nőrokonainak, akik eldöntik, hogy eleget távolítottak-e el. Ezután kimetszik a szeméremajkakat.:12

A vizelet és menstruáció távozására egy 2-3 mm-es nyílást fixálnak valamilyen tárgynak (például egy ágnak) a sebbe való behelyezésével. [n 9] A hüvelybemenetet orvosi cérnával, agave vagy akácia tüskékkel bevarrják vagy nyers tojásból, füvekből vagy cukorból készült borogatást helyeznek rá.:491:14 Az eltávolított darabokat a lánynak adhatják egy zacskóban, amit magánál hordhat. A sebgyógyulás elősegítése érdekében a lányok lábait összekötözik, gyakran csípőtől bokáig akár hat hétig. A kötések általában egy hét után lazulnak, és két hét után már eltávolítják őket. Momoh így írja le:
 Az infibuláció során a hüvelybemenet egy összefüggő, dobszerűen feszülő bőrréteggé mosódik össze, csak egy apró nyílással. A körülmetélés körülményei különbözőek: a lányok rettentő szenvedéseken mennek keresztül, a vágások ellenőrizetlenül maradhatnak. Néhány lányt olyan erősen fognak le, hogy elrepednek a csontjaik.
Ha a megmaradó nyílás a gyógyulás után túl nagy a lány családja szerint, az eljárást ismét véghez viszik. A hüvelyt az első szexuális aktusra egy bába nyitja fel egy késsel, vagy a lány férje a péniszével. Néhány területen a menyasszony és vőlegény női rokonai végignézik a hüvely felnyitását, hogy meggyőződjenek arról, hogy a lány még szűz. Psychologist Hanny Lightfoot-Klein interviewed hundreds of women and men in Sudan in the 1980s about sexual intercourse with Type III:
A menyasszony infibulációjának átszakítása 3-4 naptól akár hónapokig is tarthat. Néhány férfinek nem sikerül behatolnia (az én vizsgálatomban 15 százaléknak), ezért ezt a feladatot gyakran egy bába végzi el titokban, mivel ez a férfiak potenciájának megítélésére negatív hatással van. Néhány férfinak sikerül megtermékenyíteni a feleségét az infibuláció ellenére, ilyenkor a hüvelynyílást a szülés előtt vágják fel, hogy a gyermeket meg tudja szülni. Azok a férfiak, akiknek sikerül a behatolás, gyakran (talán minden esetben) egy kés segítségével érik ezt el. Ezzel egy kis vágást ejtenek, melyet fokozatosan tovább hasítanak, amíg a nyílás elég nagy a pénisz befogadására.:380
A nőket a szüléskor még jobban felnyitják, majd a vágást a szülés után összezárják. Ez az eljárás a deinfibuláció vagy reinfibuláció. Ennek során a hüvelyt újra felvágják, hogy visszaállítsák a tűhegynyi rést. Ezt a beavatkozást házasság előtt, szülés után, váláskor vagy özveggyéváláskor végzik el.[n 10]

### IV. típus
A WHO úgy fogalmazza meg a beavatkozások IV. típusát, mint "minden a női nemi szervvel kapcsolatos nem orvosi célú káros beavatkozást". Ide tartozik a szúrás, fúrás, kaparás és a kauterezés, valamint a csikló bevágása (szimbolikus körülmetélés), a nemi szervek égetése vagy megsebesítése, és olyan anyagok használata, ami a vaginát szűkíti:24:7

A szeméremajkak nyújtása is a IV. típusba tartozik.:27 Ez az eljárás Kelet-Afrikában elterjedt, célja a férfi szexuális örömérzeténenek a növelése. Nyolcéves koruktól a lányokat arra buzdítják, hogy nyújtsák a szeméremajkaikat botokkal illetve masszázzsal. Ugandában arra tanítják a lányokat, hogy amennyiben nem nyújtják a szeméremajkait, nehézségeik lesznek a szüléssel.[n 11]
A WHO 1995-ös női körülmetélésre adott definíciói a gishiri vágást is tartalmazták, ami Nigériában és Nigerben fordult elő. Ezt később a 2008-as definíciókból eltávolították az előfordulásával és következményeivel kapcsolatos információk hiányában.:27 A Gishiri vágás során a hüvely elülső vagy hátsó falát vágják meg terméketlenség, elhúzódó vajúdás és egyéb esetek előfordulásakor. A Mairo Usman Mandara nigériai orvos által megvizsgált gishiri vágáson átesett nők több mint 30 százalékánál alakult ki sipoly.

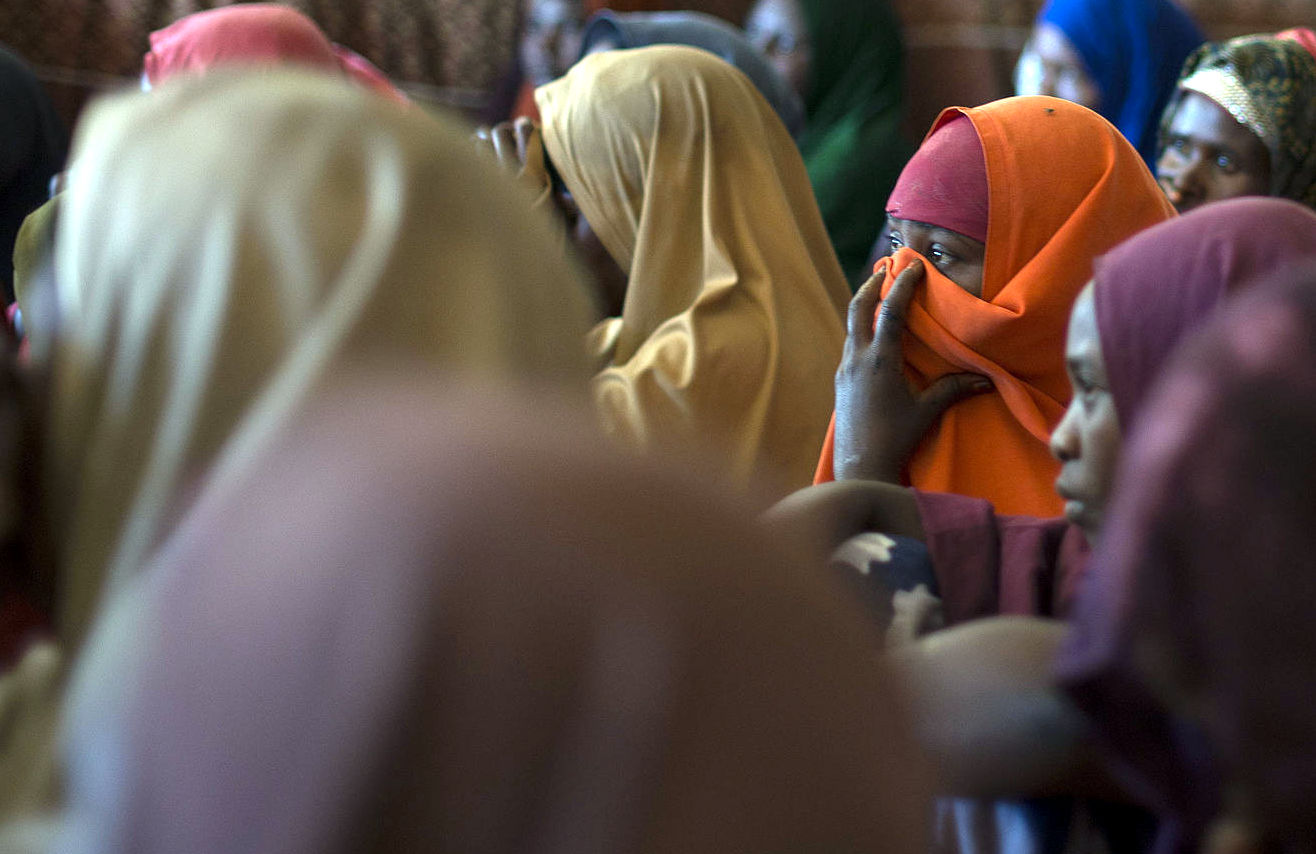
FGM awareness session run by the African Union Mission to Somalia at the Walalah Biylooley refugee camp, Mogadishu

Az infubuláció során gyakran csak egy 2–3 mm-es rést hagynak, ami hosszadalmas, cseppenkénti és fájdalmas vizelést vagy állandó vizelési ingert eredményezhet. Ha a vizelet a heg alatt felgyülemlik, a bőr alatti felület folyamatosan nedves, ami gyulladáshoz, vagy kövek kialakulásához vezethet. A nyílás nagyobb azoknak a nőknek az esetében, akik aktív szexuális életet élnek, vagy vaginális szülés útján hozták világra gyermeküket, de a húgycsövet még így is fedheti hegszövet. Vesicovaginális vagy rectovaginális sipolyok alakulhatnak ki (olyan üregek, amelyeken keresztül vizelet vagy fekália szivároghat a vaginába). A húgycső és húgyhólyag ilyen sérülései gyulladásokhoz, inkontinenciához, fájdalmas közösüléshez és meddőség kialakulásához vezethetnek.:491–492

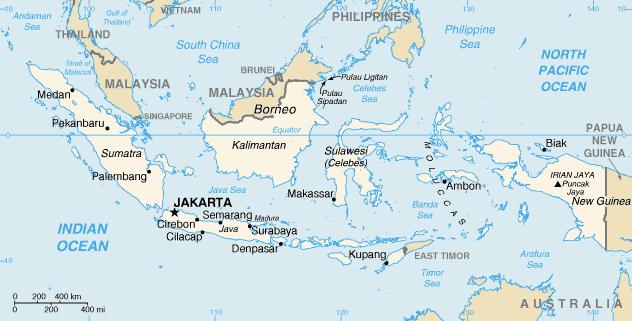
In Indonesia, 49 percent of girls aged 0–11 (13.4 million) had undergone FGM as of 2013. National figures for adults are not available.

A női körülmetélések arányát a 15-49 éves korosztályban előforduló esetek száma határozza meg.:193
Az adatok országosan reprezentatív háztartási felméréseken alapulnak, amelyet a Macro International fejlesztett ki és a United States Agency for International Development (USAID) és a Multiple Indicator Cluster Surveys (MICS) végzett el a UNICEF anyagi és technikai támogatásával.:190

## Fordítás
Ez a szócikk részben vagy egészben  a   Female genital mutilation című angol Wikipédia-szócikk ezen változatának fordításán alapul.  Az eredeti cikk szerkesztőit annak laptörténete sorolja fel. Ez a jelzés csupán a megfogalmazás eredetét és a szerzői jogokat jelzi, nem szolgál a cikkben szereplő információk forrásmegjelöléseként.